# Mongol Szuudan
Mongol Szuudan (mong. Монгол Шуудан) – operator pocztowy oferujący usługi pocztowe w Mongolii, z siedzibą w Ułan Bator. Powstał w 1935 roku. Według stanu na 2021 r. zatrudnia blisko tysiąc osób.